# Reserva nacional Lago Carlota
La Reserva Nacional Lago Carlota es una reserva natural ubicada en la comuna de Lago Verde, provincia de Coyhaique en la región de Aysén de Chile. Esta reserva fue creada originalmente el 8 de junio de 1965 mediante el decreto 391, fue recién construida el 4 de febrero de 1969 y abarca una superficie de 18060 hectáreas. En ella es posible realizar excursiones o acampar.

## Clima
La Reserva Nacional Lago Carlota posee un clima de estepa frío, es decir, seco, con precipitaciones medias durante el año que nos superan los 500 mm, con temporada húmeda corta y muy bajas temperaturas durante el invierno bordeando los 0 °C como promedio.

## Flora y Fauna

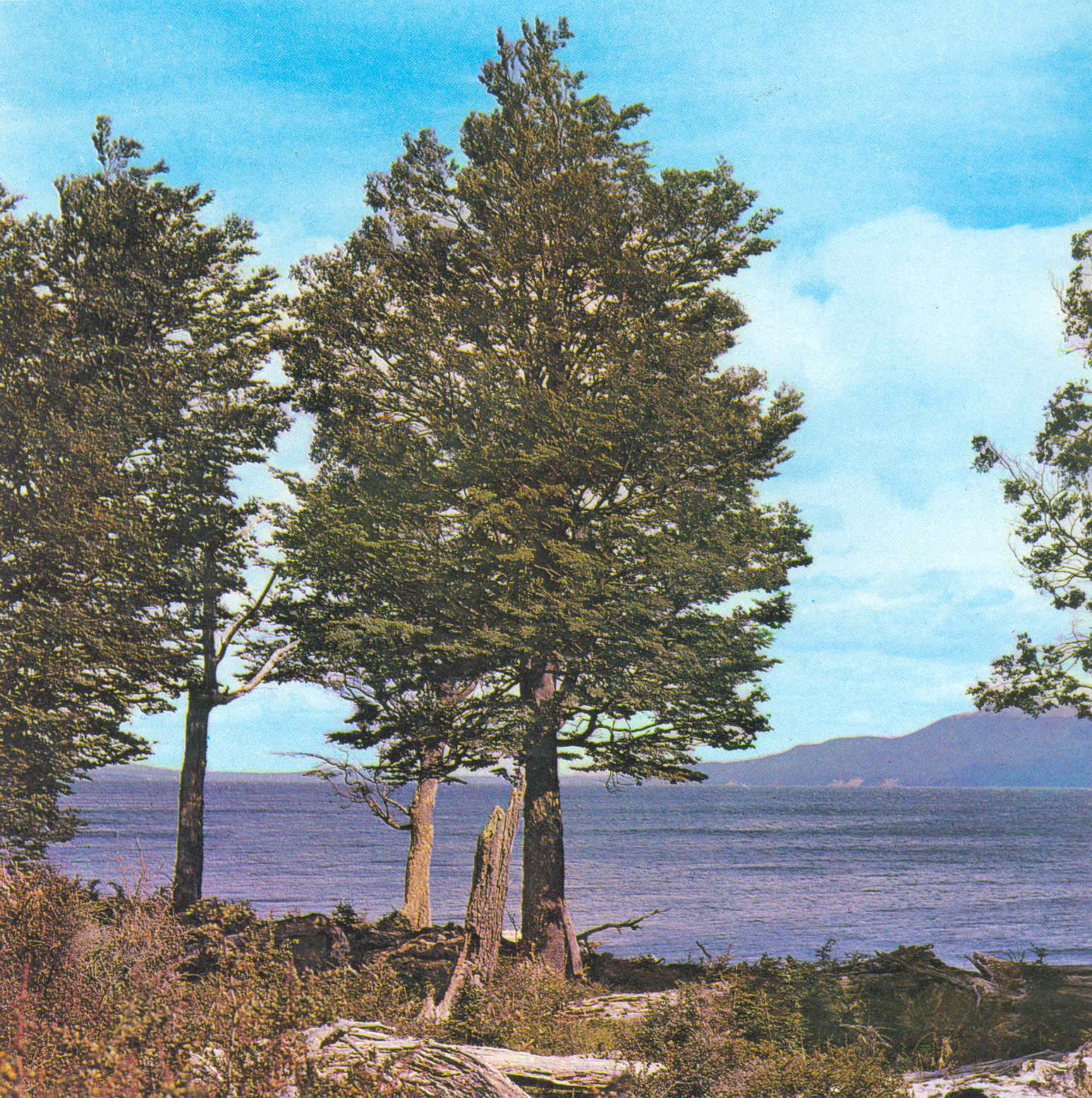
Lengas

La vegetación predominante en la Reserva consta predominantemente del bosque caducifolio de Aysén, conformado principalmente por lengas y ñirres. Mientras que en la fauna existente en la Reserva se destacan el cóndor, el puma, el ñandú, el pato cuchara, huemul, el carpintero negro y el cisne de cuello negro, el jabalí y el flamenco chileno, entre otros.

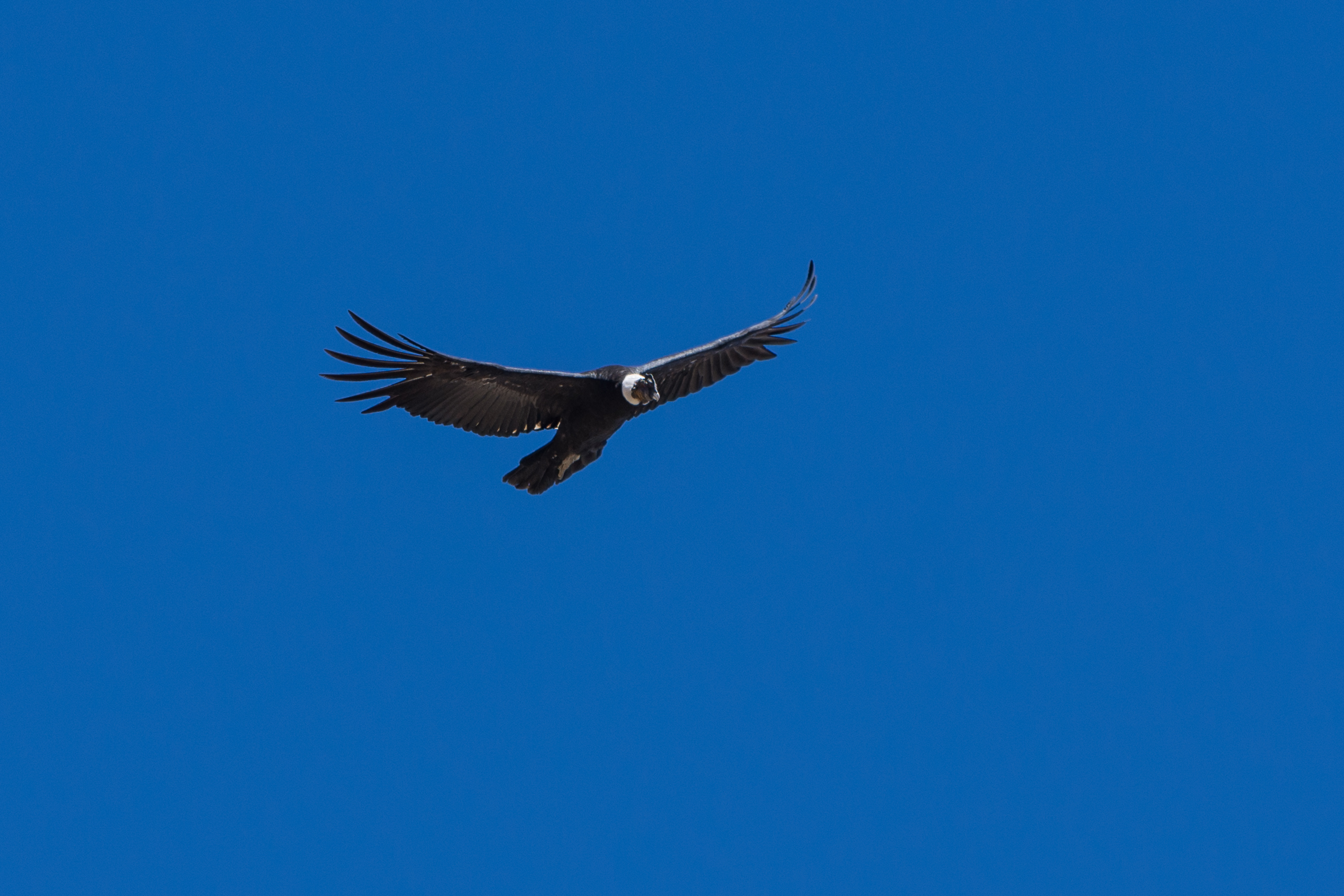
Cóndor